# Hugh Wilson (filmrendező)
Hugh Hamilton Wilson (Miami, Florida, 1943. augusztus 21. – Charlottesville, Virginia, 2018. január 14.) Primetime Emmy-díjas amerikai filmrendező, forgatókönyvíró, producer.

## Filmográfia

### Film

#### Rendező, író és producer
| Év   | Magyar cím                   | Eredeti cím          | Feladatkör | Feladatkör | Feladatkör | Megjegyzések         |
| Év   | Magyar cím                   | Eredeti cím          | Rendező    | Író        | Producer   | Megjegyzések         |
| ---- | ---------------------------- | -------------------- | ---------- | ---------- | ---------- | -------------------- |
| 1972 |                              | The Bagel Report     | Igen       | Igen       | Igen       | vágó                 |
| 1983 | Tollas futam                 | Stroker Ace          | Nem        | Igen       | Nem        |                      |
| 1984 | Rendőrakadémia               | Police Academy       | Igen       | Igen       | Nem        |                      |
| 1985 | Az éneklő cowboy             | Rustlers' Rhapsody   | Igen       | Igen       | Nem        |                      |
| 1987 | Betörő                       | Burglar              | Igen       | Igen       | Nem        |                      |
| 1994 | Az öreg hölgy és a testőr    | Guarding Tess        | Igen       | Igen       | Nem        |                      |
| 1996 | Tűz a víz alá!               | Down Periscope       | Nem        | Igen       | Nem        |                      |
| 1996 | Elvált nők klubja            | The First Wives Club | Igen       | Nem        | Nem        |                      |
| 1998 | Maffiaháború – A vér kötelez | Southie              | Nem        | Nem        | Igen       |                      |
| 1999 | Csapás a múltból             | Blast from the Past  | Igen       | Igen       | Igen       |                      |
| 1999 | Derék Dudley                 | Dudley Do-Right      | Igen       | Igen       | Igen       |                      |
| 2004 |                              | Mickey               | Igen       | Nem        | Nem        |                      |
| 2012 |                              | Keepers of the Flame | Nem        | Igen       | Nem        | dokumentum-rövidfilm |

#### Színész
| Év   | Magyar cím                | Eredeti cím          | Szerep           | Magyar hang     |
| ---- | ------------------------- | -------------------- | ---------------- | --------------- |
| 1984 | Rendőrakadémia            | Police Academy       | dühös sofőr      | Melis Gábor     |
| 1984 | Rendőrakadémia            | Police Academy       | dühös sofőr      | Wohlmuth István |
| 1985 | Az éneklő cowboy          | Rustlers’ Rhapsody   | panaszkodó John  |                 |
| 1987 | Betörő                    | Burglar              | vásárló          |                 |
| 1994 | Az öreg hölgy és a testőr | Guarding Tess        | elnök (hangja)   |                 |
| 1996 | Elvált nők klubja         | The First Wives Club | reklámrendező    |                 |
| 1999 | Csapás a múltból          | Blast from the Past  | Levy             | Kapácsy Miklós  |
| 1999 | Még egy csók              | One More Kiss        | Frank rossz foga |                 |
| 2004 |                           | Mickey               | Munson           |                 |

### Televízió
- The Bob Newhart Show (1976, tv-sorozat, 3 epizód, forgatókönyvíró)
- The Tony Randall Show (1976–1978, tv-sorozat, forgatókönyvíró (hat), rendező (négy), producer (22 epizód))
- The Chopped Liver Brothers (1977, tv-film, forgatókönyvíró, rendező)
- WKRP in Cincinnati (1978–1982, forgatókönyvíró (90), rendező (kettő), producer (27 epizód))
- Easy Street (1986–1987, tv-sorozat, forgatókönyvíró (22), rendező (három epizód))
- Frank's Place (1987–1988, tv-sorozat, forgatókönyvíró (22), rendező (hét), producer (22 epizód))
- The Famous Teddy Z (1989–1990, forgatókönyvíró (20), rendező (három), producer (egy epizód))
- Sunday in Paris (1991, tv-rövidfilm, rendező, producer)
- The New WKRP in Cincinnati (1991–1993, tv-sorozat, 16 epizód, forgatókönyvíró)
- Önkéntes lovasság (Rough Riders) (1997, tv-film, forgatókönyvíró)
- The Contender (2004, tv-film, rendező, producer)